# Ernst Stueckelberg
Ernst Carl Gerlach Stueckelberg (battezzato Johann Melchior Ernst Karl Gerlach Stückelberg, nome completo dopo il 1911: barone Ernst Carl Gerlach Stueckelberg von Breidenbach zu Breidenstein und Melsbach; Basilea, 1º febbraio 1905 – Ginevra, 4 settembre 1984) è stato un fisico e matematico svizzero, considerato uno dei fisici più eminenti del XX secolo.
Nonostante sia stato protagonista di progressi cruciali nella fisica teorica (tra i quali il modello delle particelle mediatrici delle forze fondamentali, la teoria della matrice S e il gruppo di rinormalizzazione) non ha visto il suo lavoro riconosciuto a livello internazionale fino alla metà degli anni '90 del Novecento, a causa del suo stile peculiare e della pubblicazione dei suoi articoli su riviste minori.

## Biografia
Il padre di Stueckelberg era un avvocato e il nonno paterno un distinto artista svizzero. Nato a Basilea nel 1905, Ernst, dopo il 1911, ereditò dal fratello di sua madre Alice il titolo e il nome di barone Ernst Carl Gerlach Stueckelberg von Breidenbach zu Breidenstein und Melsbach. Studente molto dotato, iniziò gli studi universitari presso l'Università di Basilea nel 1923. Mentre era ancora studente, fu invitato da Arnold Sommerfeld a frequentare le sue lezioni all'Università Ludwig Maximilian di Monaco. Ha quindi proseguito le sue ricerche, fino a ottenere nel 1927 un dottorato sulla fisica del catodo col fisico basilese August Hagenbach (1871–1949), figlio del fisico Eduard Hagenbach-Bischoff. Nello stesso anno andò all'Università di Princeton, diventando Assistant professor nel 1930. Fu eletto Fellow dell'American Physical Society nel 
1931.

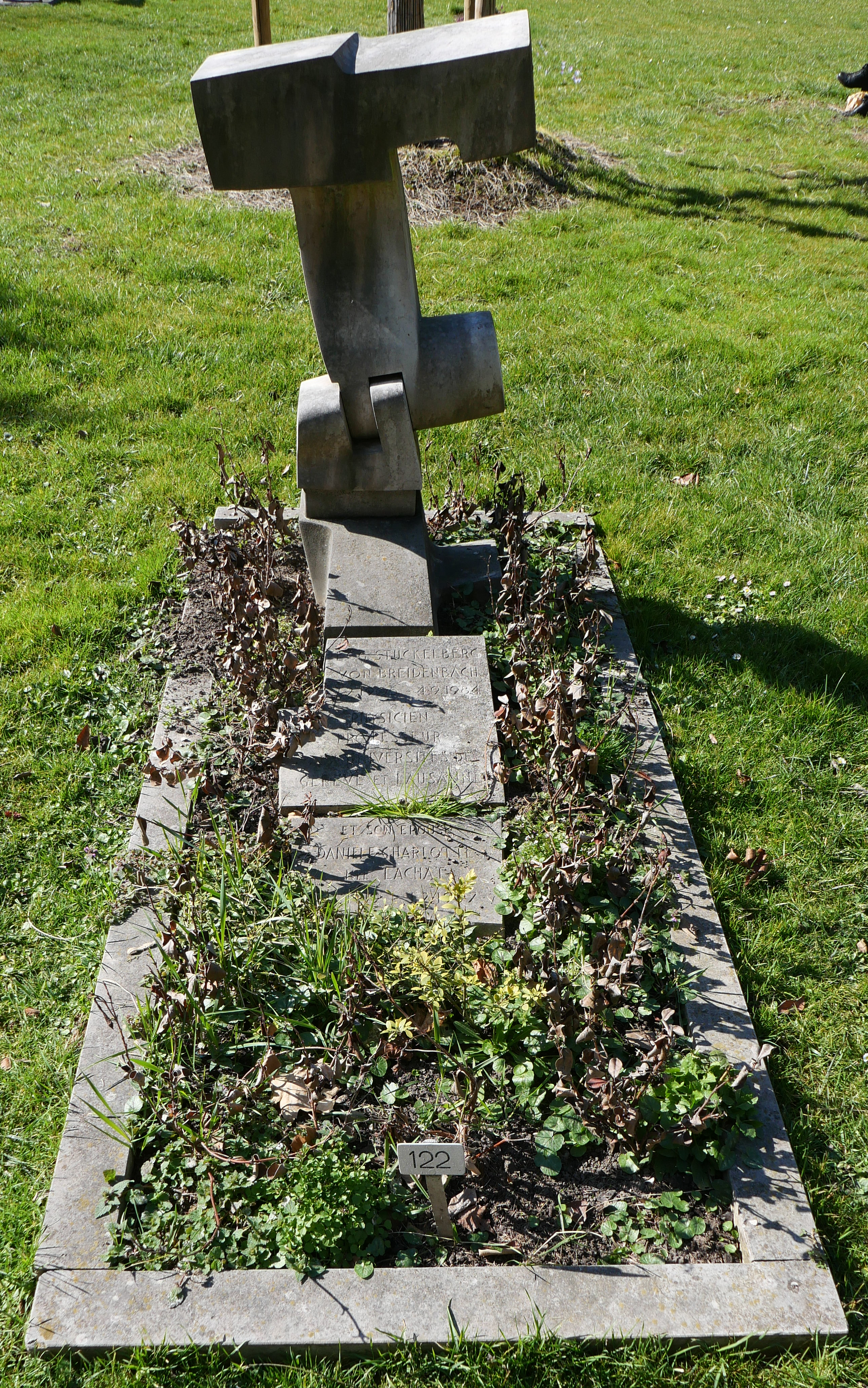
Sepoltura di Stueckelberg nel cimitero dei Re a Ginevra

Tornò in Svizzera nel 1932, lavorando prima all'Università di Basilea per poi passare l'anno successivo all'Università di Zurigo. Nel 1934 si trasferì all'Università di Ginevra che, insieme all'Università di Losanna, divenne la sua sede accademica per il resto della sua carriera. Il soggiorno di Stueckelberg a Zurigo lo portò a contatto con Wolfgang Pauli e Gregor Wentzel, che lo introdusse alla ricerca sull'emergente teoria delle particelle elementari.
Nel 1934 ideò una teoria delle perturbazioni completamente covariante per i campi quantistici. L'approccio proposto da Stueckelberg era molto potente, ma non fu adottato da altri all'epoca e ora è stato quasi dimenticato. Tuttavia, oltre ad essere esplicitamente covarianti, i metodi di Stueckelberg evitano le bolle di vuoto (vacuum bubble). Al congresso Solvay del 1948, J. Robert Oppenheimer citò l’articolo di Stueckelberg del 1934 come esempio di rinormalizzazione per la gestione degli infiniti che affliggevano la teoria quantistica dei campi. 
Nel 1935 Stueckelberg sviluppò il modello dello scambio di bosoni vettoriali come spiegazione teorica della forza nucleare forte. Tuttavia Pauli giudicò ridicolo tale modello, convincendo Stueckelberg ad abbandonare l'idea senza pubblicarla. Tale modello fu riscoperto da Hideki Yukawa, che vinse il premio Nobel nel 1949, il primo di numerosi premi Nobel assegnati per lavori a cui Stueckelberg ha contribuito.
Nel 1938 Stueckelberg riconobbe che l'elettrodinamica massiva contiene uno scalare nascosto e formulò una versione affine a quello che sarebbe diventato noto come meccanismo di Higgs abeliano. Propose anche la legge di conservazione del numero barionico.
Nel 1941 propose l'interpretazione del positrone come un elettrone di energia positiva, che viaggia a ritroso nel tempo. Richard Feynman usò tale interpretazione, attribuendola esplicitamente a Stueckelberg: «In questa soluzione, gli "stati energetici negativi" appaiono in una forma che può essere raffigurata (come da Stückelberg) nello spazio-tempo come onde che si allontanano dal potenziale esterno a ritroso nel tempo. Sperimentalmente, un'onda del genere corrisponde a un positrone che si avvicina al potenziale e annichila l'elettrone.» Pertanto, le antiparticelle sono rappresentate nei diagrammi di Feynman come se si muovessero all'indietro lungo l'asse del tempo.
Nel 1943 elaborò un programma di rinormalizzazione per affrontare il problema degli infiniti nell'elettrodinamica quantistica (QED). Lo inviò alla rivista Physical Review, ma venne rifiutato: «Dissero che non erano un articolo, era uno schema, una proposta». Stueckelberg cercò allora di completare il lavoro ma Julian Schwinger, Richard Feynman e Sin-Itiro Tomonaga pubblicarono indipendentemente, entro il 1948, metodi di rinormalizzazione poi dimostrati da Freeman Dyson essere equivalenti. I tre autori vennero premiati nel 1965 con il Nobel «per il loro lavoro fondamentale nell’elettrodinamica quantistica». Poco dopo aver vinto il premio Nobel, Feynman tenne una conferenza al CERN di Ginevra alla quale, seduto tra il pubblico, assistette anche Stueckelberg. Dopo la conferenza, Stueckelberg stava uscendo dalla sala quando Feynamn disse: «Lui ha fatto il lavoro e cammina da solo verso il tramonto; e io, qui, sono coperto di tutta la gloria che gli dovrebbe spettare di diritto!»
Nel 1952 dimostrò il principio dell'equilibrio semi-dettagliato per la cinetica senza reversibilità microscopica.
Nel 1953 scoprì, con il matematico André Petermann, il gruppo di rinormalizzazione.
Nel 1962 ha ricevuto due dottorati honoris causa, dalle Università di Neuchâtel e di Berna.
Nel 1976 è stato insignito della medaglia Max Planck.